# Aplysia elongata
Aplysia elongata är en snäckart som beskrevs av Pease 1860. Aplysia elongata ingår i släktet Aplysia och familjen sjöharar. Inga underarter finns listade i Catalogue of Life.